# Volbeat (band)
Volbeat is een Deense heavymetalband. De band werd opgericht in 2001.

## Geschiedenis
Volbeat werd gevormd in 2001 nadat frontman Michael Poulsen zijn vorige band Dominus had verlaten. Hun stijl houdt het midden tussen heavy metal en rockabilly. Hun voornaamste invloeden zijn Elvis Presley, Johnny Cash en Metallica. In hun nummer "Wild Rover of Hell" wordt Metallica ook vermeld. De derde regel van het eerste couplet luidt: "The stereo pumping Metallica tunes, Ride The Lightning oh yeah!".
In 2005 brachten ze hun eerste album uit, getiteld The Strength/The Sound/The Songs. Ze bereikten na een optreden op Roskilde in 2006 plaats achttien in de Deense album-hitlijsten. Geen enkele Deense heavyrockband deed hen dit voor.
In februari 2007 brachten ze Rock the Rebel/Metal the Devil uit. Het album kwam op één in de Deense hitlijsten. In november behaalde dit album in Denemarken platina. Bovendien was Volbeat genomineerd voor een MTV Award voor 'Best Danish act 2007'.
In februari 2008 bracht de band zijn eerste dvd uit, onder de titel Live: Sold out!. Deze uitgave werd ondersteund met een Europese tournee in diezelfde maand.
In 2008 verscheen hun derde album, Guitar Gangsters & Cadillac Blood, een album met dertien nummers, waarvan er zeven met elkaar zijn verbonden in een soort concept met de hoes en de rest van het artwork. Er is ook een gastzanger te horen in het nummer "Mary Ann's place", dat het verhaal vervolgt van de eerder uitgebrachte nummers "Danny & Lucy", "Fire Song" en "Mr. and Mrs. Ness". Deze keer staat er een cover van Hank Williams op, "I'm so lonesome I could cry", dat ook door zowel Elvis Presley als Johnny Cash werd gezongen. Op de Deense gelimiteerde oplage staat ook een cover van Social Distortion, "Makin Believe". Van origine is dit een nummer van Jimmy Work, maar de versie van Volbeat is geïnspireerd op de Social D.-versie. Het tweede album, Rock the Rebel/Metal the Devil, werd op 10 juni 2008 uitgebracht in de VS. Het geplande optreden in september 2008 in Atlanta, op Progpower, werd afgelast; het zou het eerste optreden in de VS zijn.
In hetzelfde jaar zou Volbeat spelen op Graspop Metal Meeting, maar dit optreden werd afgelast wegens het overlijden van de vader van Michael Poulsen.
Op 10 september 2010 verscheen het vierde album, Beyond Hell/Above Heaven.
Op 13 juni 2011 speelde Volbeat op het hoofdpodium van Pinkpop, op 24 juni 2011 speelden ze op Graspop Metal Meeting en op 14 november 2011 stonden ze in de Lotto Arena, waarna ze op 15 november 2011 Nederland nogmaals bezochten met een optreden in de Rotterdamse Ahoy.
Op 28 november 2011 werd via de website van Volbeat bekendgemaakt dat gitarist Thomas Bredahl uit de band stapte. Op 4 februari 2013 maakte Volbeat via dezelfde weg bekend dat voormalig gitarist van Anthrax Rob Caggiano definitief aan de band was toegevoegd als tweede gitarist. Caggiano was samen met Jacob Hansen actief als producer voor Volbeats vijfde studioalbum Outlaw Gentlemen & Shady Ladies, dat op 8 april 2013 uitkwam. Het album werd een internationaal succes: het bereikte de nummer 1-positie in landen als Duitsland, Noorwegen en Zwitserland en behaalde ook de top 10 in de Verenigde Staten. 
Op 5 juni 2023 maakte Volbeat bekend dat in goed overleg Rob Caggiano de band heeft verlaten en ze als gitarist Flemming C. Lund hebben aangetrokken.
Ook de studioalbums Seal the Deal & Let's Boogie (2016) en Rewind, Replay, Rebound (2019) leverden de band internationale successen op.

## Bezetting

### Huidige bandleden
- Michael Poulsen - zanger-gitarist
- Jon Larsen - drummer
- Flemming C. Lund - gitarist
- Kaspar Boye Larsen - bas

### Voormalige bandleden
- Teddy Vang - gitarist
- Franz "Hellboss" - gitarist
- Thomas Bredahl - gitarist
- Anders Kjølholm - bas
- Rob Caggiano - gitarist

## Prijzen
- The Strength / The Sound / The Songs won de prijs voor beste debuutalbum op de Danish Metal Music Awards 2005.
- Volbeat won de prijs Steppeulven voor Hope of the Year 2006.
- Volbeat won de prijs voor "Best Live Band" op de Danish Metal Music Awards 2006, gestemd door fans.
- Rock the Rebel / Metal the Devil won de prijs voor "Best Album" op de Danish Metal Music Awards 2007.
- Volbeat won de Danish Radio Award voor P3-luisteraarshit op de P3 Guld-show, gestemd door luisteraars van P3.

## Discografie

### Albums
| Album met eventuele hitnotering(en) in de Nederlandse Album Top 100 | Datum van verschijnen | Datum van binnenkomst | Hoogste positie | Aantal weken | Opmerkingen     |
| ------------------------------------------------------------------- | --------------------- | --------------------- | --------------- | ------------ | --------------- |
| The strength / The sound / The songs                                | 27-03-2005            | -                     |                 |              |                 |
| Rock the Rebel / Metal the Devil                                    | 23-02-2007            | -                     |                 |              |                 |
| Guitar gangsters & cadillac blood                                   | 29-08-2008            | 06-09-2008            | 29              | 8            |                 |
| Beyond Hell / Above Heaven                                          | 10-09-2010            | 18-09-2010            | 8               | 13           |                 |
| Live from beyond Hell / Above Heaven                                | 18-11-2010            | 03-12-2011            | 98              | 1            | Livealbum       |
| Outlaw Gentlemen & Shady Ladies                                     | 05-04-2013            | 13-04-2013            | 4               | 22           |                 |
| Seal the Deal & Let's Boogie                                        | 03-06-2016            | 11-06-2016            | 3               | 17           |                 |
| Let's Boogie (Live from Telia Parken)                               | 14-12-2018            | 22-12-2018            | 34              | 1            | Livealbum       |
| Rewind, Replay, Rebound                                             | 02-08-2019            | 10-08-2019            | 3               | 5            |                 |
| Hokus Bonus                                                         | 27-11-2020            | 24-07-2021            | 74              | 1            | Compilatiealbum |

| Album met hitnotering(en) in de Vlaamse Ultratop 200 albums | Datum van verschijnen | Datum van binnenkomst | Hoogste positie | Aantal weken | Opmerkingen |
| ----------------------------------------------------------- | --------------------- | --------------------- | --------------- | ------------ | ----------- |
| Guitar Gangsters & Cadillac Blood                           | 2008                  | 13-09-2008            | 60              | 2            |             |
| Beyond Hell / Above Heaven                                  | 2010                  | 18-09-2010            | 29              | 44           |             |
| Live from beyond Hell / Above Heaven                        | 2010                  | 10-12-2011            | 61              | 20           | Livealbum   |
| Outlaw Gentlemen & Shady Ladies                             | 2013                  | 13-04-2013            | 10              | 46           |             |
| Seal the Deal & Let's Boogie                                | 2016                  | 11-06-2016            | 1 (1wk)         | 44           |             |
| Let's Boogie (Live from Telia Parken)                       | 2018                  | 22-12-2018            | 44              | 4            | Livealbum   |
| Rewind, Replay, Rebound                                     | 2019                  | 10-08-2019            | 1 (1wk)         | 23           |             |
| Servant Of The Mind                                         | 2021                  | 11-12-2021            | 8               | 12           |             |
| God Of Angels Trust                                         | 2025                  | 14-06-2025            | 1 (1wk)         | 5            |             |

### Singles
| Single met eventuele hitnotering(en) in de Nederlandse Top 40 | Datum van verschijnen | Datum van binnenkomst | Hoogste positie | Aantal weken | Opmerkingen                 |
| ------------------------------------------------------------- | --------------------- | --------------------- | --------------- | ------------ | --------------------------- |
| Lola Montez                                                   | 2013                  | -                     |                 |              | Nr. 84 in de Single Top 100 |

| Single met hitnotering(en) in de Vlaamse Ultratop 50 | Datum van verschijnen | Datum van binnenkomst | Hoogste positie | Aantal weken | Opmerkingen     |
| ---------------------------------------------------- | --------------------- | --------------------- | --------------- | ------------ | --------------- |
| Heaven nor Hell                                      | 11-10-2010            | 11-12-2010            | tip17           | -            |                 |
| Seal the Deal                                        | 09-09-2016            | 17-09-2016            | tip             | -            |                 |
| Leviathan                                            | 10-05-2019            | 25-05-2019            | tip22           | -            |                 |
| Last Day under the Sun                               | 14-06-2019            | 26-10-2019            | tip24           | -            |                 |
| Die to Live                                          | 02-08-2019            | 25-01-2020            | tip             | -            | met Neil Fallon |

### Dvd's
| Dvd's met hitnoteringen in de Nederlandse Music Top 30 | Datum van verschijnen | Datum van binnenkomst | Hoogste positie | Aantal weken | Opmerkingen |
| ------------------------------------------------------ | --------------------- | --------------------- | --------------- | ------------ | ----------- |
| Live from Beyond Hell / Above Heaven                   | 2011                  | 03-12-2011            | 19              | 2            |             |

### NPO Radio 2 Top 2000
| Nummers met noteringen in de NPO Radio 2 Top 2000 | '15  | '16  | '17 | '18 | '19 | '20 | '21 | '22 | '23 | '24  |
| ------------------------------------------------- | ---- | ---- | --- | --- | --- | --- | --- | --- | --- | ---- |
| Lola Montez                                       | 1622 | 290  | 280 | 185 | 119 | 108 | 85  | 60  | 72  | 71   |
| Lonesome Rider (met Sarah Blackwood)              | -    | -    | -   | -   | -   | -   | -   | -   | -   | 1705 |
| Sad Man’s Tongue                                  | -    | 1833 | 353 | 266 | 219 | 294 | 262 | 215 | 286 | 342  |

1. ↑  Een '-' betekent dat het nummer niet was genoteerd en een vetgedrukt getal geeft de hoogste notering van een nummer aan.
2. ↑  2015 was het eerste jaar met een notering voor Volbeat.

### De Zwaarste Lijst
| Nummer           | '09* | '10* | '11* | '12* | '13 | '14 | '15 | '16 | '17 | '18 | '19 | '20 | '21 | '22 | '23 | '24 | '25 |
| ---------------- | ---- | ---- | ---- | ---- | --- | --- | --- | --- | --- | --- | --- | --- | --- | --- | --- | --- | --- |
| Heaven Nor Hell  | -    | -    | 55   | 28   | 64  | 56  | 65  | -   | 64  | 47  | -   | -   | -   | -   | -   | -   | -   |
| Sad Man's Tongue | -    | 65   | 26   | 44   | 34  | 24  | 25  | 22  | -   | -   | -   | -   | -   | -   | -   | -   | -   |
| Still Counting   | -    | -    | -    | -    | -   | -   | -   | 33  | -   | 56  | 52  | 45  | 42  | 48  | 46  | -   | -   |

- Tot 2012 had de Zwaarste Lijst 70 plaatsen. Dit werd vanaf 2013 verminderd tot 66.